# Đầu danh trạng
Đầu danh trạng (tiếng Trung: 投名狀, tiếng Anh: The Warlords) là một bộ phim điện ảnh Hồng Kông – Trung Quốc thuộc thể loại lịch sử – chiến tranh – hành động – chính kịch công chiếu năm 2007 do Trần Khả Tân làm đạo diễn và đồng sản xuất, với sự tham gia diễn xuất của các diễn viên chính gồm Lý Liên Kiệt, Lưu Đức Hoa, Kim Thành Vũ và Từ Tịnh Lôi. Bộ phim lấy bối cảnh thập niên 1860, thời điểm diễn ra cuộc nổi dậy Thái Bình Thiên Quốc vào cuối triều đại nhà Thanh ở Trung Quốc và tập trung vào tình anh em kết nghĩa của ba người đàn ông. 
Phim chính thức khởi chiếu tại Hồng Kông vào ngày 13 tháng 12 năm 2007 và tại Trung Quốc vào ngày 12 tháng 12 năm 2007.

## Diễn viên
- Lý Liên Kiệt vai Bàng Thanh Vân
- Lưu Đức Hoa vai Triệu Nhị Hổ
- Kim Thành Vũ vai Khương Ngọ Dương
- Từ Tịnh Lôi vai Liên Sinh

## Giải thưởng và đề cử
| Giải thưởng và đề cử                      | Giải thưởng và đề cử           | Giải thưởng và đề cử                                                                        | Giải thưởng và đề cử |
| Lễ trao giải                              | Thể loại                       | Nhận giải                                                                                   | Kết quả              |
| ----------------------------------------- | ------------------------------ | ------------------------------------------------------------------------------------------- | -------------------- |
| Giải thưởng Điện ảnh Hồng Kông lần thứ 27 | Best Film                      | Đầu danh trạng                                                                              | Đoạt giải            |
| Giải thưởng Điện ảnh Hồng Kông lần thứ 27 | Best Director                  | Trần Khả Tân                                                                                | Đoạt giải            |
| Giải thưởng Điện ảnh Hồng Kông lần thứ 27 | Best Actor                     | Lý Liên Kiệt                                                                                | Đoạt giải            |
| Giải thưởng Điện ảnh Hồng Kông lần thứ 27 | Best Actor                     | Lưu Đức Hoa                                                                                 | Đề cử                |
| Giải thưởng Điện ảnh Hồng Kông lần thứ 27 | Best Cinematography            | Arthur Wong                                                                                 | Đoạt giải            |
| Giải thưởng Điện ảnh Hồng Kông lần thứ 27 | Best Film Editing              | Wenders Li                                                                                  | Đề cử                |
| Giải thưởng Điện ảnh Hồng Kông lần thứ 27 | Best Action Choreography       | Trình Tiểu Đông                                                                             | Đề cử                |
| Giải thưởng Điện ảnh Hồng Kông lần thứ 27 | Best Art Direction             | Yee Chung-Man, Yi Zheng-zhou, Pater Wong                                                    | Đoạt giải            |
| Giải thưởng Điện ảnh Hồng Kông lần thứ 27 | Best Costume and Makeup Design | Yee Chung-Man, Jessie Dai, Lee Pik-kwan                                                     | Đoạt giải            |
| Giải thưởng Điện ảnh Hồng Kông lần thứ 27 | Best Sound Design              | Sunit Asvinikul, Nakorn Kositpaisal                                                         | Đoạt giải            |
| Giải thưởng Điện ảnh Hồng Kông lần thứ 27 | Best Visual Effects            | Ng Yuen-fai                                                                                 | Đoạt giải            |
| Giải thưởng Điện ảnh Hồng Kông lần thứ 27 | Best Original Film Score       | Chan Kwong-wing, Peter Kam, Chatchai Pongprapaphan, Leon Ko                                 | Đề cử                |
| Giải Kim Mã lần thứ 45                    | Best Feature Film              | Đầu danh trạng                                                                              | Đoạt giải            |
| Giải Kim Mã lần thứ 45                    | Best Director                  | Trần Khả Tân                                                                                | Đoạt giải            |
| Giải Kim Mã lần thứ 45                    | Best Original Screenplay       | Xu Lan, Chun Tin-nam, Aubrey Lam, Huang Jianxin, Jojo Hui, He Jiping, Guo Junli, James Yuen | Đề cử                |
| Giải Kim Mã lần thứ 45                    | Best Actor                     | Lý Liên Kiệt                                                                                | Đề cử                |
| Giải Kim Mã lần thứ 45                    | Best Cinematography            | Arthur Wong                                                                                 | Đề cử                |
| Giải Kim Mã lần thứ 45                    | Best Film Editing              | Wenders Li                                                                                  | Đề cử                |
| Giải Kim Mã lần thứ 45                    | Best Art Direction             | Yee Chung-Man, Yi Zheng-zhou, Pater Wong                                                    | Đề cử                |
| Giải Kim Mã lần thứ 45                    | Best Makeup & Costume Design   | Yee Chung-Man, Jessie Dai, Lee Pik-kwan                                                     | Đề cử                |
| Giải Kim Mã lần thứ 45                    | Best Action Choreography       | Trình Tiểu Đông                                                                             | Đề cử                |
| Giải Kim Mã lần thứ 45                    | Best Visual Effects            | Eddy Wong, Victor Wong, Ken Law                                                             | Đoạt giải            |
| Giải Kim Mã lần thứ 45                    | Best Sound Effects             | Sunit Asvinikul, Nakorn Kositpaisal                                                         | Đề cử                |
| Giải Kim Mã lần thứ 45                    | Best Original Film Score'      | Chan Kwong-wing, Peter Kam, Chatchai Pongprapaphan, Leon Ko                                 | Đề cử                |
| Giải Kim Mã lần thứ 45                    | Best 800 Bandits               | Bandit 1, Bandit 2, etc.                                                                    | Đoạt giải            |
| Giải thưởng Điện ảnh Châu Á lần thứ 2     | Best Film                      | Đầu danh trạng                                                                              | Đề cử                |
| Giải thưởng Điện ảnh Châu Á lần thứ 2     | Best Director                  | Trần Khả Tân                                                                                | Đề cử                |
| Giải thưởng Điện ảnh Châu Á lần thứ 2     | Best Actor                     | Lý Liên Kiệt                                                                                | Đề cử                |
| Giải thưởng Điện ảnh Châu Á lần thứ 2     | Best Cinematographer           | Arthur Wong                                                                                 | Đề cử                |
| Giải thưởng Điện ảnh Châu Á lần thứ 2     | Best Editor                    | Wenders Li                                                                                  | Đề cử                |
| Giải thưởng Điện ảnh Châu Á lần thứ 2     | Best Visual Effects            | Ng Yuen-fai                                                                                 | Đoạt giải            |